# Finale de la Coupe des clubs champions européens 1973-1974
La finale de la Coupe des clubs champions européens 1973-1974 voit le Bayern Munich remporter sa première C1, la première dite des trois glorieuses. Après une première rencontre conclue par un match nul après prolongation, la finale doit être rejouée quarante-huit heures plus tard car à l'époque, dans le cas d'une finale, la règle des tirs au but est seulement applicable à l'issue du deuxième match éventuel. Sur l'ensemble des deux rencontres, cette finale a duré 210 minutes, le Bayern s'imposant largement lors de la seconde partie (4-0).

## Parcours des finalistes
Note : dans les résultats ci-dessous, le score du finaliste est toujours donné en premier (D : domicile ; E : extérieur).
| Bayern Munich  | Bayern Munich   | Bayern Munich | Bayern Munich |                     | Atlético Madrid          | Atlético Madrid | Atlético Madrid | Atlético Madrid | Atlético Madrid |
| -------------- | --------------- | ------------- | ------------- | ------------------- | ------------------------ | --------------- | --------------- | --------------- | --------------- |
| Adversaire     | Total           | Aller         | Retour        | Tour                | Adversaire               | Total           | Aller           | Retour          |                 |
| Åtvidabergs FF | 4 - 4 4 - 3 tab | 3 - 1 (D)     | 1 - 3 ap (E)  | Premier tour        | Galatasaray SK           | 1 - 0           | 0 - 0 (D)       | 1 - 0 ap (E)    |                 |
| Dynamo Dresde  | 7 - 6           | 4 - 3 (D)     | 3 - 3 (E)     | Huitièmes de finale | Dinamo Bucarest          | 4 - 2           | 2 - 0 (E)       | 2 - 2 (D)       |                 |
| CSKA Sofia     | 5 - 3           | 4 - 1 (D)     | 1 - 2 (E)     | Quarts de finale    | Étoile rouge de Belgrade | 2 - 0           | 2 - 0 (E)       | 0 - 0 (D)       |                 |
| Újpest FC      | 4 - 1           | 1 - 1 (E)     | 3 - 0 (D)     | Demi-finales        | Celtic Glasgow           | 2 - 0           | 0 - 0 (E)       | 2 - 0 (D)       |                 |

## Matchs

### Finale
| 15 mai 1974    | Bayern Munich      | 1 – 1 ap              | Atlético Madrid | Stade du Heysel, Bruxelles                    |                                               |
| 20 h 00 (CEST) | Schwarzenbeck 120e | (0 – 0, 0 – 0, 0 – 0) | 114e Aragonés   | Spectateurs : 48 722 Arbitrage : Vital Loraux | Spectateurs : 48 722 Arbitrage : Vital Loraux |
| 20 h 00 (CEST) | Rapport            |                       |                 | Spectateurs : 48 722 Arbitrage : Vital Loraux | Spectateurs : 48 722 Arbitrage : Vital Loraux |

| Bayern Munich | Atlético de Madrid |

|               |    |                          |     |
|               |    |                          |     |
| GK            | 1  | Sepp Maier               |     |
| DF            | 2  | Johnny Hansen            |     |
| DF            | 3  | Paul Breitner            |     |
| DF            | 4  | Hans-Georg Schwarzenbeck |     |
| DF            | 5  | Franz Beckenbauer        |     |
| MF            | 6  | Franz Roth               |     |
| MF            | 7  | Conny Torstensson        | 75e |
| MF            | 8  | Rainer Zobel             |     |
| FW            | 9  | Gerd Müller              |     |
| FW            | 10 | Uli Hoeneß               |     |
| MF            | 11 | Jupp Kapellmann          |     |
| Remplaçants : |    |                          |     |
| MF            | 12 | Bernd Dürnberger         | 75e |
| Entraîneur :  |    |                          |     |
| Udo Lattek    |    |                          |     |

|                     |    |                        |     |     |
|                     |    |                        |     |     |
| GK                  | 1  | Miguel Reina           |     |     |
| DF                  | 2  | Francisco Delgado Melo |     |     |
| DF                  | 3  | José Luis Capón        |     |     |
| DF                  | 4  | Adelardo Rodríguez     |     |     |
| DF                  | 5  | Ramón Heredia          |     |     |
| MF                  | 6  | Eusebio Bejarano       |     |     |
| MF                  | 7  | José Ufarte            |     | 60e |
| MF                  | 8  | Luis Aragonés          |     |     |
| MF                  | 9  | José Eulogio Gárate    |     |     |
| FW                  | 10 | Javier Irureta         | 86e |     |
| FW                  | 11 | Ignacio Salcedo        |     | 85e |
| Remplaçants :       |    |                        |     |     |
| FW                  | 14 | Alberto Fernández      |     | 85e |
| MF                  | 15 | Heraldo Bezerra        |     | 60e |
| Entraîneur :        |    |                        |     |     |
| Juan Carlos Lorenzo |    |                        |     |     |

### Finale rejouée
| 17 mai 1974  | Atlético Madrid | 0 – 4   | Bayern Munich                   | Stade du Heysel, Bruxelles                       |                                                  |
| 20 h 00 CEST |                 | (0 – 1) | 28e 82e Hoeneß · 56e 69e Müller | Spectateurs : 23 325 Arbitrage : Alfred Delcourt | Spectateurs : 23 325 Arbitrage : Alfred Delcourt |
| 20 h 00 CEST | Rapport         |         |                                 | Spectateurs : 23 325 Arbitrage : Alfred Delcourt | Spectateurs : 23 325 Arbitrage : Alfred Delcourt |

| Atlético de Madrid | Bayern Munich |

| GK                  | 1  | Miguel Reina           |     |     |
| DF                  | 2  | Francisco Delgado Melo |     |     |
| DF                  | 3  | José Luis Capón        |     |     |
| DF                  | 4  | Adelardo Rodríguez     |     | 59e |
| DF                  | 5  | Ramón Heredia          |     |     |
| MF                  | 6  | Eusebio Bejarano       | 51e |     |
| MF                  | 7  | Ignacio Salcedo        |     |     |
| MF                  | 8  | Luis Aragonés          |     |     |
| FW                  | 9  | José Eulogio Gárate    |     |     |
| FW                  | 10 | Alberto Fernández      |     | 65e |
| FW                  | 11 | Heraldo Bezerra        |     |     |
| Remplaçants :       |    |                        |     |     |
| MF                  | 14 | Domingo Benegas        | 73e | 59e |
| FW                  | 16 | José Ufarte            |     | 65e |
| Entraîneur :        |    |                        |     |     |
| Juan Carlos Lorenzo |    |                        |     |     |

| GK           | 1  | Sepp Maier               |     |
| DF           | 2  | Johnny Hansen            |     |
| DF           | 3  | Paul Breitner            |     |
| DF           | 4  | Hans-Georg Schwarzenbeck |     |
| DF           | 5  | Franz Beckenbauer        |     |
| MF           | 6  | Franz Roth               |     |
| MF           | 7  | Conny Torstensson        |     |
| MF           | 8  | Rainer Zobel             |     |
| FW           | 9  | Gerd Müller              | 29e |
| FW           | 10 | Uli Hoeneß               |     |
| MF           | 11 | Jupp Kapellmann          |     |
| Entraîneur : |    |                          |     |
| Udo Lattek   |    |                          |     |